# Elsa Rendschmidt
Elsa Helene Rendschmidt, po mężu Sander (ur. 11 stycznia 1886 w Berlinie, zm. 9 października 1969 w Celle) – niemiecka łyżwiarka figurowa, startująca w konkurencji solistek. Wicemistrzyni olimpijska z Londynu (1908), dwukrotna wicemistrzyni świata (1908, 1910) oraz mistrzyni Cesarstwa Niemieckiego (1910).

## Życiorys
W 1908 roku została zdobywczynią pierwszego medalu olimpijskiego w konkurencji solistek dla Cesarstwa Niemieckiego (później Niemiec). W 1910 roku została pierwszą mistrzynią kraju w historii.
Z zawodu była bibliotekarką, trenowała łyżwiarzy figurowych w Sankt Moritz i Davos. Jedna z ulic przy jej klubie Berliner Schlittschuhclub została nazwana jej imieniem.
Jej mężem był Fritz Sander, który został zamordowany w 1941 roku w obozie koncentracyjnym w Sachsenhausen.

## Osiągnięcia
| Zawody                             | 1906           | 1907           | 1908           | 1909           | 1910           | 1911           |                |                |                |                |                |                |                |                |                |                |                |
| Międzynarodowe                     | Międzynarodowe | Międzynarodowe | Międzynarodowe | Międzynarodowe | Międzynarodowe | Międzynarodowe | Międzynarodowe | Międzynarodowe | Międzynarodowe | Międzynarodowe | Międzynarodowe | Międzynarodowe | Międzynarodowe | Międzynarodowe | Międzynarodowe | Międzynarodowe | Międzynarodowe |
| ---------------------------------- | -------------- | -------------- | -------------- | -------------- | -------------- | -------------- | -------------- | -------------- | -------------- | -------------- | -------------- | -------------- | -------------- | -------------- | -------------- | -------------- | -------------- |
| Igrzyska olimpijskie               |                |                | 2              |                |                |                |                |                |                |                |                |                |                |                |                |                |                |
| Mistrzostwa świata                 | 4              | 4              | 2              |                | 2              |                |                |                |                |                |                |                |                |                |                |                |                |
| Krajowe                            |                |                |                |                |                |                |                |                |                |                |                |                |                |                |                |                |                |
| Mistrzostwa Cesarstwa Niemieckiego |                |                |                |                |                | 1              |                |                |                |                |                |                |                |                |                |                |                |